# Czuchów-Pieńki
Czuchów-Pieńki – wieś sołecka w Polsce położona w województwie mazowieckim, w powiecie łosickim, w gminie Platerów.
| SIMC    | Nazwa   | Rodzaj    |
| ------- | ------- | --------- |
| 1054883 | Delica  | część wsi |
| 1054914 | Helenów | część wsi |

W latach 1975–1998 miejscowość administracyjnie należała do województwa bialskopodlaskiego.